# Торин Дъбощит
Торин Дъбощит (Дъбовия щит) (на английски: Thorin Oakenshield) е джудже във фантастичната Средна земя на фентъзи-писателя Джон Роналд Руел Толкин Той е син на Траин II и внук на крал Трор.
 Внимание:  Текстът по-долу разкрива сюжета на произведението (или части от него)!
Торин Дъбощит е роден през 2746 година от Третата епоха на Средната земя, а през 2770 г. е прогонен в изгнание от дракона Смог, който превзема Самотната планина. Заедно с него остават и някои от другите джуджета, които оцеляват и успяват да избягат от Самотната планина. Прякорът си Дъбощит Торин получава в битката при Азанулбизар през 2799 г., в която участва, когато е само на 53 години (сравнително млад за джудже). В битката неговият щит се чупи и Торин отсича със секирата си един дъбов клон, за да се предпазва и така получава прякора „Дъбощит“.
Торин става крал в изгнание на народа на Дурин под името Торин II Дъбощит, след като неговия баща Траин II умира.
В романа „Хобитът“ Торин заедно с дванадесет други джуджета по съвет на вълшебника Гандалф отива в къщата на Билбо Торбинс. Гандалф представя на Торин Билбо като крадец, за да убеди джуджетата да вземат Билбо със себе си и за да върнат на Торин отнетото му кралство. Торин всъщтност иска най-вече да си върне Аркенския камък, който е откраднат от дракона Смог заедно с останалите съкровища на Самотната планина. В края на романа, драконът Смог бива убит, от Стрелеца Бард, от Езерния град. Езерните хора искат парично обезщетение за опустошението, причинено от дракона и се съюзяват с елфите, но джуджетата отхвърлят претенциите им. Билбо дава Аркенския камък на Трандуил, краля на елфите, за да предотврати конфликта. Това довежда до кавга между джуджетата и елфите, която е прекъснат от нападението на гоблините. Джуджетата на Торин се съюзяват с елфите, с хората от Езерния град, с превъплъщенците на Беорн и с великите орли, за да отблъснат гоблините и вълците. Така започва Битката на петте армии. По време на битката Торин Дъбощит е ранен смъртоносно, но преди да умре се помирява с Билбо Торбинс.
По време на пътуването към Самотната планина Торин намира меча Оркрист, който му е отнет от царя на горските елфи, когато джуджетата биват пленени. По-късно, след Битката на петте армии и смъртта на Торин, горският цар връща меча на мъртвия му господар и той е погребан с него. Освен с меча Торин бива погребан заедно с Аркенския камък, за когото жадува приживе, но не успява да го получи.